# Comté de Meigs (Tennessee)
Pour les articles homonymes, voir Comté de Meigs et Meigs.
Le comté de Meigs est un des comtés de l'État du Tennessee. Le chef-lieu du comté se situe à Decatur. Le comté a été fondé en 1836.

## Comtés adjacents
- comté de Roane au nord,
- comté de McMinn à l'est,
- comté de Bradley au sud-est,
- comté de Hamilton au sud,
- comté de Rhea à l'ouest,

## Municipalités du comté
- Decatur